# آسفالت (مجموعه بازی)
آسفالت (به انگلیسی: Asphalt) نام مجموعه بازی‌های ویدئویی به سبک مسابقه‌ای است که توسط شرکت گیم‌لافت منتشر می‌شود. «آسفالت اربن جی‌تی» اولین انتشار در مجموعه بود. آسفالت ۶: آدرنالین اولین بازی این مجموعه است که برای مک اواس اکس ساخته شد و آسفالت ۷: حرارت اولین بازی مجموعه برای سیتم عامل ویندوز است که در فروشگاه ویندوز ارائه شد.
آخرین نسخه بازی آسفالت ۹: افسانه‌ها است که در ۲۶ ژوئیه سال ۲۰۱۸ منتشر شد.
پر طرفدار ترین نسخه های این بازی آسفالت 8: هوبارد و آسفالت 9: افسانه ها میباشد